# Liburnascincus scirtetis
Espèce
Synonymes
- Carlia scirtetis Ingram & Covacevich in Bailey & Stevens 1980

Statut de conservation UICN

 LC  : Préoccupation mineure
Liburnascincus scirtetis est une espèce de sauriens de la famille des Scincidae.

## Répartition
Cette espèce est endémique du Queensland en Australie.

## Publication originale
- Ingram & Covacevich, 1980 : Two new lygosomine skinks endemic to Cape York Peninsula in Stevens & Bailey, 1980 : Contemporary Cape York. Brisbane: Royal Society of Queensland, p. 45-48.